# اسوالدو د الیویرا
اسوالدو د الیویرا (پرتغالی: Oswaldo de Oliveira؛ زادهٔ ۵ دسامبر ۱۹۵۰) یک مربی فوتبال اهل برزیل است.